# Nesogordonia bernieri
Nesogordonia bernieri är en malvaväxtart som beskrevs av Henri Ernest Baillon. Nesogordonia bernieri ingår i släktet Nesogordonia och familjen malvaväxter. Inga underarter finns listade i Catalogue of Life.